# İbrahim Çolak
İbrahim Çolak (ur. 7 stycznia 1995 r.) – turecki gimnastyk sportowy specjalizujący się głównie w ćwiczeniach na kółkach, mistrz świata, wicemistrz Europy, brązowy medalista igrzysk europejskich, dwukrotny srebrny medalista uniwersjady.